# Rifugio città di Chivasso
Il rifugio città di Chivasso è un rifugio situato nel comune di Valsavarenche (AO), in Valsavarenche, nelle Alpi Graie, a  2.604 m s.l.m.

## Storia
Costruito per uso militare nel 1938, il rifugio passa sotto la gestione del CAI dal 1950 al 2010. Dal 2010 è di proprietà del comune di Valsavarenche.

## Caratteristiche e informazioni
Si trova all'interno del parco nazionale del Gran Paradiso, nei pressi del Colle del Nivolet, colle che separa la Valle dell'Orco in Piemonte dalla Valsavarenche in Valle d'Aosta.

## Accessi
In auto, solo nei periodi estivi o quando l'innevamento permetta l'apertura della strada, da Ceresole Reale lungo la strada che conduce al Colle del Nivolet. A piedi dalla frazione Pont in Valsavarenche (AO) in 2,30-3,00 ore oppure da Ceresole Reale, seguendo il sentiero "Renato Chabod".

## Ascensioni
- Gran Vaudala - 3.272 m
- Punta Basei - 3.338 m
- Punta di Galisia - 3.346 m
- Punta Fourà - 3.411 m
- Cima di Entrelor - 3.430 m
- Mont Taou Blanc - 3.438 m
- Cima dell'Aouillé - 3.445 m
- Punta Violetta - 3.031 m
- Punta Leynir - 3.238 m

## Traversate
- Rifugio Vittorio Emanuele II - 2.732 m
- Rifugio Federico Chabod - 2.750 m
- Bivacco Ivrea - 2.770 m

## Curiosità
Benché il rifugio si trovi a nord dello spartiacque montano, quindi fisicamente e amministrativamente in Valle d'Aosta, il collegamento con la rete telefonica avviene dal lato piemontese, per cui il prefisso del suo numero telefonico è 0124, facente riferimento al distretto di Rivarolo Canavese, quando i prefissi assegnati alla Vallée sono 0125 (parzialmente), 0165 e 0166.